# الدفاع المدني السوداني
الدفاع المدني السوداني هي هيئة مسئولة عن خدمات إطفاء الحرائق والمساعدة في حالات الكوارث في السودان. بدأت خدمات الإطفاء السودان عام 1907م مع بدايات خدمات السكة حديد، حيث كانت أول نواة لفرقة مطافئ منظمة في أبريل 1952م بعد حريق القاهرة الذي وقع في يناير 1952م، وكانت وحدة صغيرة بقوة قوامها 110 من الصف والجنود من بوليس ولاية الخرطوم.

## هيئات الدفاع المدني
يوجد عدد من الإدارات التابعة لهيئة الدفاع المدني السوداني وهي:
- إدارة الدفاع المدني بهيئة السكة الحديد.
- إدارة الدفاع المدني بهيئة الموانئ البحرية.
- رئاسة الدفاع المدني (الخرطوم)
- إدارة الدفاع المدني مشروع الجزيزة
- إدارة الدفاع المدني الولاية الوسطي
- إدارة الدفاع المدني الولاية الشمالية
- الإدارة الأهلية في السودان هي نمط من أنماط الحكم التقليدي انتشر في بلاد السودان منذ عهود السلطنات القديمة كسلطنة الفونج والعبدلاب وممالك التنجر وتقلي والمسبعات، وأخيراً سلطنة دارفور وغيرها من مراكز

## وصلات خارجية
الإدارة الأهلية في السودان